# Die Arche (Roman)
Die Arche (englisch: Redemption Ark) ist ein Science-Fiction-Roman des britischen Autors Alastair Reynolds. Das 2002 im englischen Original und 2004 in deutscher Übersetzung erschienene Werk vermengt die Genres Space Opera und Hard-SF und bildet den dritten Roman von Reynolds Revelation-Space-Zyklus.

## Handlung
Im Jahr 2415 hatten die „Synthetiker“, eine Fraktion der Menschen, drei Raumschiffe jenseits der ihnen bekannten Gebiete des Weltraums ausgesandt, um nach fremden Lebensformen zu forschen. Die Schiffe wurden von einer Maschinenrasse entdeckt, die darauf programmiert ist, intelligentes Leben zu vernichten, um eine Expansion einer Spezies zu verhindern. Die Handlung des Romans setzt im Jahr 2605 ein, als eines der drei Schiffe den Raumsektor der Fraktion erreicht und sich den Synthetikern das Bild eines grausamen Kampfes an Bord bietet, den lediglich die Kommandantin des Schiffes überlebt hat, da ihr Körper von den Maschinenwesen als Wirt genutzt wurde. Letztere, von den Menschen „Unterdrücker“ oder „Wölfe“ genannt, machen sich an die Ausrottung der Menschheit. Ihr erstes Ziel ist dabei der Planet Resurgam, dessen Regierung die drohende Gefahr ignoriert.
In der Nähe von Resurgam treibt das riesige Raumschiff Sehnsucht nach Unendlichkeit im All, dessen Kapitän auf Grund eines biomechanischen Phänomens mit dem Schiff verwachsen ist. Drei in die politischen Ränkespiele auf Resurgam verwickelte Menschen, die Agentin Ana Khouri, die Angehörige der „Ultras“-Fraktion Ilia Volyova und der polizeilich gesuchte Anarchist Thorn, erfahren von der Position des Schiffes, auf dem Volyova und Khouri früher gedient hatten. Die drei organisieren eine Evakuierung der (zahlenmäßig geringen) Bevölkerung Resurgams auf die Sehnsucht nach Unendlichkeit.
An Bord des Schiffes befinden sich die sogenannten Höllengeschütze, mächtige Massenvernichtungswaffen, die Volyova gegen die Unterdrücker einsetzen möchte. Die Höllengeschütze sind auch das Ziel einer Synthetiker-Flotte und des Frachtraumschiffs Storm Bird, die jeweils unterschiedliche Ziele verfolgen. Der Streit um die Waffen eskaliert in einen bewaffneten Kampf an Bord der Sehnsucht nach Unendlichkeit, der nach allseitigen Verlusten durch Verhandlungen beigelegt werden kann. Volyova kann einen Teil der Höllengeschütze gegen die an Bord der Storm Bird befindlichen Unterdrücker anwenden, hat jedoch keinerlei Erfolg. Der Roman endet mit der Besiedlung eines entfernten Planeten durch die evakuierten Resurgam-Flüchtlinge.

## Hintergrund
Reynolds Revelation-Space-Zyklus spielt im mittleren dritten Jahrtausend und behandelt die Ausbreitung der Menschheit über ihr angestammtes Sonnensystem hinaus und erste Kontakte zu außerirdischen Zivilisationen. Reynolds spannt dabei einen Bogen über mehrere Jahrhunderte und springt zwischen mehreren Handlungssträngen hin und her. Als gelernter Physiker legt er dabei Wert auf eine ausgiebige, glaubwürdige Darstellung fortgeschrittener Technik. Die Arche erzählt zwei Handlungsstränge, die sich erst gegen Ende des Romans verbinden. Einerseits wird der Evakuierungsversuch auf Resurgam geschildert, andererseits Zerwürfnisse innerhalb einer Gruppe prominenter Synthetiker vor dem Hintergrund der permanenten Bedrohung durch die Unterdrücker. Innerhalb des Revelation-Space-Zyklus stellt Die Arche inhaltlich eine Fortsetzung des ersten Romans des Zyklus, Unendlichkeit, dar.
Die englische Originalausgabe des Romans erschien wie alle Romane des Revelation-Space-Zyklus unter der Marke Gollancz Science Fiction der britischen Orion Publishing Group. Die deutsche Ausgabe erschien wie auch die anderen Romane im Heyne Verlag, die Übersetzung leistete Irene Holicki.

## Rezeption
Das Literaturportal Phantastik Couch hielt fest, dass Die Arche ohne vorheriges Lesen von Reynolds Debütromans Unendlichkeit schwer falle, da die Protagonisten und deren Hintergrundgeschichten sowie diverse Handlungsstränge aus Unendlichkeit übernommen würden. Man müsse außerdem „zum harten Kern der Science-Fiction-Fans gehören“, um an „Reynolds Romanen Gefallen (zu) finden“. Die Charaktere seien kalt und unnahbar, was sich aber im Verlauf der Handlung als vorteilhaft erweise, da der Leser durch „nüchternes Abwägen“ seine Sympathien verteilen könne. Insgesamt sei Die Arche „geniale Science-Fiction, wie sie (fast) nicht besser sein kann“ und ein „Meilenstein des Genres“. Das Weblog Iceberg Ink sah eine „fesselnde“ und unterhaltsame erste Hälfte des Romans, kritisierte aber, dass ab etwa der Hälfte des Romans Längen aufträten, die der technischen Detailverliebtheit Reynolds’ geschuldet seien. M. John Harrison stellte für den Guardian heraus, dass Reynolds mit seinem Werk „die Wissenschaft respektiere“ und sich nicht einfach Erfindungen ausdenke, sondern sich in seiner Darstellung zukünftiger Technologie immer an theoretischen Grundlagen der Naturwissenschaften orientiere. Harrison lobte das Buch als „turbulente, wild-unterhaltsame Reise“ und stellte Reynolds in eine Reihe mit Philip K. Dick und Alfred Elton van Vogt. Er kritisierte aber, dass Reynolds bei der Charakterzeichnung und bei den Dialogen oft schemenhaft bleibe und dass „sich jedes Mal, wenn ein neuer Charakter die Bühne betritt, der Plot erneut auffaltet“.